# Lampetis vulnerata
Lampetis vulnerata es una especie de escarabajo del género Lampetis, familia Buprestidae. Fue descrita científicamente por Kerremans en 1897.